# 西山慎哉
西山 慎哉（にしやま しんや、7月31日 - ）は、日本の声優、舞台俳優。岩手県矢巾町出身。レオパード・スティール所属。

## 略歴
映画作品の悪代官の役を有名な表現者が演じており、その形容し難い人間くささに引き込まれたことがきっかけで声優業を志す。
スクールデュオ14期生を経て賢プロダクションに所属。その後、レオパード・スティールに移籍。現在は主に洋画の吹き替えを中心に活躍している。

## 人物
趣味・特技として映画鑑賞、サッカーをそれぞれ挙げている。

## 出演

### テレビアニメ
2015年
- 城下町のダンデライオン（シークレットサービス）

2016年
- とんかつDJアゲ太郎（クラブ客）
- ばくおん!!（木戒教官）

2018年
- アンゴルモア 元寇合戦記（刀伊祓󠄂兵）

2019年
- PERSONA5 the Animation（通行人C）
- ソードアート・オンライン アリシゼーション War of Underworld（2019年 - 2020年、兵士、研究員） - 2シリーズ

2020年
- シャドウバース（2020年 - 2024年、観客、生徒、不良、不良たち、職員 他） - 2シリーズ
- 戦翼のシグルドリーヴァ（亀城・司）

2021年
- 恋と呼ぶには気持ち悪い（男子B）
- 宇宙なんちゃら こてつくん（2021年 - 2022年、ガイド、管制官、報道陣、宇宙船の乗客、アランの父 他）

2022年
- 惑星のさみだれ（学生達、たけ〈青年〉）

2024年
- 俺だけレベルアップな件（2024年 - 2025年、ひったくり犯、スカウトマン） - 2シリーズ

2025年
- Turkey!（村人）
- 怪獣8号（防衛隊員）
- 桃源暗鬼（鬼機関部隊員C）

### 劇場アニメ
- HELLO WORLD（2019年）
- ぼくらのよあけ（2022年）
- BLUE GIANT（2023年）

### Webアニメ
- たまぽんず（2017年、モブA）

### ゲーム
2015年
- パラナイ〜守護騎士 Palladium Knights〜（シン）
- 空の軌跡FC Evolution（H・フィッシャー）
- ロストチャイルド〜光と闇の子供たち〜（商獣人ターツォ、導術兵 他）

2016年
- 円環のパンデミカ code –S-（雑賀シュウ）
- MONOTO-SITUATION : LUCID AND DAYDREAM（長谷部俊臣）

2017年
- 恋のよろずや（木村克己）
- DEATH ROOM

2018年
- ザンキゼロ（嫉妬のクリーチャーペド、汎用男性クリーチャー）

2019年
- BIOHAZARD WALKTHROUGH THE FEAR（ポール・ハリス）

2020年
- Auto Chess（鋼鉄、剣聖、リッパー）

2021年
- 逆転裁判 VR20号事件（池須寛和）

### ドラマCD
- 再現！坂本龍馬、最後の夜
- 月刊コミックアース☆スタースペシャルCD
- アブナイ恋の万葉集

### ラジオドラマ
- 義風堂々!! 兼続と慶次

### オーディオブック
- 教団X[10]
- 影踏み（三崎）
- 仇敵（朗読）
- 「風の時代」に自分を最適化する方法（朗読）
- 毎月3万円で3000万円の「プライベート年金」をつくる 米国つみたて投資（朗読）

### 吹き替え

#### 映画
- 愛・ビート・ライム（英語版）（マット〈ジェレミー・ハリス（英語版）〉）
- アクト・オブ・バイオレンス（ブランドン〈ショーン・アシュモア〉[11]）
- アラジン 〜新たなる冒険〜（フランス語版）
- インパクト・クラッシュ（ラジヴ・タクール乗組員〈サティヤ・デヴ・カンチャラナ（英語版）〉）
- ヴァイラル（アラン）
- ウィザード・バトル 氷の魔術師と炎の怪物（マーシャの父〈ユゴール・ベロエフ（英語版）〉）
- ウンティ・ハンターズ（英語版）（デヴィット）
- オレの獲物はビンラディン（ピクルス〈ポール・シェアー（英語版）〉）
- 逆謀〜反乱の時代〜（朝鮮語版）（ヨンジョ）
- グッド・タイム（エリック〈エリック・ペイカート〉）
- グリーンルーム（リース〈ジョー・コール（英語版）〉）
- グレイハウンド（アギラル）
- 剣客（ミン・サンホウ〈チョン・マンシク〉[12]）
- コードネームBT85 大統領暗殺を阻止せよ!（ウォーターズ）
- コールド・バレット 凍てついた七月（ケビン）
- ザ・トランスポーター 〜ロンドン・ミッション〜
- ザ・ミスト（フランス語版）（警察官）
- シン・ジョーズ（ヘンリー）
- スタンドオフ（神父[13]）
- Z Inc. ゼット・インク（英語版）（レスター〈ダラス・ロバーツ〉）
- トゥー・ラビッツ（ポルトガル語版）（ダルタニアン）
- トマホーク ガンマンVS食人族（英語版）（ウォーリントン）
- トンビルオ! 密林覇王伝説（マレー語版）
- ヒットマン:インポッシブル（ハンガリー語版）（整備士）
- VIKING バイキング 誇り高き戦士たち（ロシア語版）（ログヴォロド〈アンドレイ・スモリアコフ（ロシア語版）〉）
- バトル・オブ・ガーディアン 〜暗黒部隊vs謎の少女〜（サイモン、オーガー）
- バトル・スカイ（フーパー）
- ハンターズ 北欧伝説の秘宝を追え!（ダレーン）
- ハンティング・ナンバー1（英語版）（キャル〈フレデリック・ローレンス〉）
- ファインディング ベイビー パンダくしゃみパンダを探せ!（ニック）
- ブランカとギター弾き（警官）
- ブリッジ・オブ・ヘル 独ソ・ポーランド東部戦線（ウルズバエフ）
- ブルーイグアナ 500万ポンドの獲物（ジョージ）
- ラスト・サバイバー（アラビア語版）（シュアイブ〈サメール・アル・マスリ〉）
- ラスト・ムービースター（スチュアート・マックラー〈アル・ジャリール・ノックス〉、司会者）
- ラプチャー 破裂（英語版）（男、ドライバー、施設の男）
- リベンジ・ファイト 相棒は天才ハッカー!?（英語版）（ロベルト）
- リメインダー 失われし記憶の破片（英語版）（強盗4）
- ルビー・レッド タイムトラベラーの系譜（ドイツ語版）（ホイットマン）
- レジェンド・オブ・パール ナーガの真珠（中国語版）（ハーリー〈シェン・グァンセン〉）
  - タイムトラベラーの系譜 サファイア・ブルー（ドイツ語版）
  - タイムトラベラーの系譜 エメラルド・グリーン（ドイツ語版）

#### ドラマ
- 12モンキーズ（ホックリー、ベッシュ）
- オー・マイ・クムビ（朝鮮語版）（現場監督）
- ノーザン・レスキュー（英語版）（ジェイソン）
- ファインド・ミー 〜パリでタイムトラベル〜（スローン刑事）
- ファウダ −報復の連鎖−（ヘブライ語版）（サギ）

#### アニメ
- ブレンダンとケルズの秘密（フリードリヒ）
- リチャード・ザ・ストーク 飛べないワタリドリ（英語版）（ドン・クロウレオーネ）
- レスキューせんエリアスと海ではたらく仲間たち（ガル〈ヘンリエッテ・ステーンストルプ〉）

### 舞台
- 劇団獣申「ブーメラン」（時期不明）
- 劇団獣申「隣人はクリスマスに笑う2013」（2013年12月12日 - 15日、ART THEATER かもめ座）
- タイプスプロデュース 第60回 15周年記念公演 「12人の怒れる男」（2014年6月27日 - 7月6日、スタジオ・アプローズ）[14] - 陪審員3号 役
- タイプス「ハムレット」（2015年1月20日 - 22日、座・高円寺）[15] - ギルデンスターン 役

### シリーズ一覧
1. ↑  第1クール（2019年）、第2クール（2020年）
2. ↑  第1作（2020年 - 2021年）、第2作『F』（2022年 - 2023年）
3. ↑  Season 1（2024年）、Season 2 -Arise from the Shadow-（2025年）

### 初出話一覧
1. 1 2  第16話初出
2. 1 2  第1話初出
3. ↑  第4話初出
4. ↑  第13話初出
5. ↑  第6話初出